# 南霍布逊湖

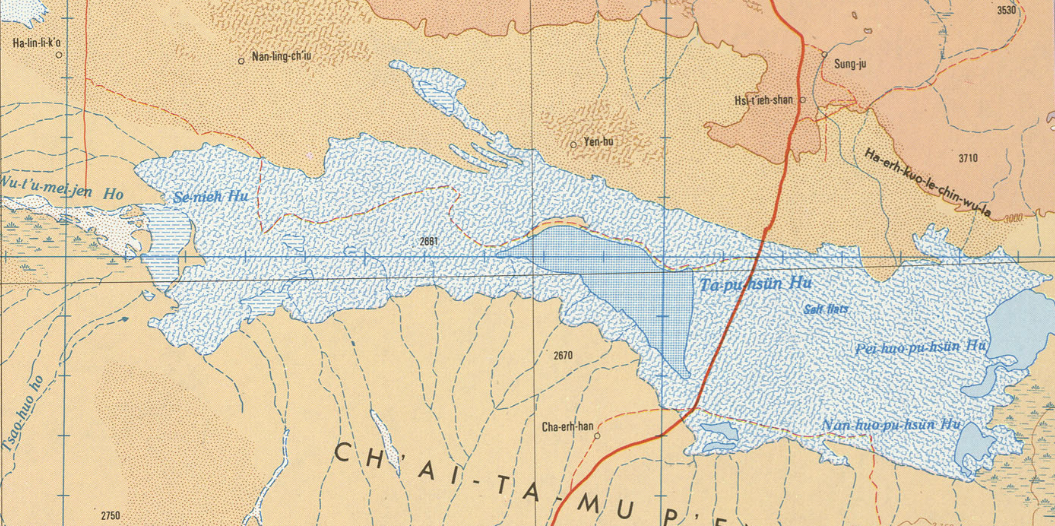
察尔汗盐湖，北霍布逊湖在其东方，南霍布逊湖在其东南方，达布逊湖在公路左方，团结湖在公路南方

南霍布逊湖是一个位于中国青海省海西蒙古族藏族自治州都兰县的湖泊，面积约为73.7平方千米。